# Danh sách quốc gia cộng hòa
Danh sách các nước cộng hòa là danh sách liệt kê các quốc gia có chính phủ theo thể chế cộng hòa.

## Các quốc gia cộng hòa theo từng thời kỳ

### Cổ đại
- Doric Greek: 1 thành bang trên đảo Crete.
- Carthage: Thế kỷ VIII TCN - 146 TCN.
- Athens: 1 thành bang dưới sự chia cắt của Solon và Cleisthenes.
- Thành bang Hy Lạp Various.
- Cộng hòa Licchavi: 600 TCN - 400 SCN.
- Cộng hòa La Mã: 509 TCN - 27 TCN (và nhiều thành phố của Ý khác).
- Cộng hòa Vaishali: 600 TCN - 400 SCN.
- Hastinapur: một vài bang của Ấn Độ cổ đại.

### ThờiTrung CổvàPhục Hưng
- Cộng hòa Đại bình yên San Marino: 301 - nay.
- Amalfi: 839 - 1131.
- Cộng hòa Venezia: Thế kỷ IX TCN - 1797.
- Iceland: 930 - 1262.
- Cộng hòa Pisa: Thế kỷ IX TCN - 1797.
- Cộng hòa Genova: 1100 - 1797.
- Florence: 1115 - 1537.
- Cộng hòa Novgorod: 1136 - 1478.
- Lucca: 1160 - 1805.
- Siena: 1167 - 1557.
- Liên minh Thụy Sĩ cũ: 1291 - 1798.
- Cộng hòa Ragusa: 1358 - 1808.
- Cộng hòa Pskov: 1348 - 1510.
- Cospaia: 1440 - 1826.
- Cộng hòa Ambrosian: 1447 - 1450.
- Cộng hòa Hà Lan: 1581 - 1795.

### Thời Cận đại
- Goust: 1648 - ?.
- Khối Thịnh vượng chung Anh: 1649 - 1660.
- Cộng hòa Corse: 11/1755 - 1769.
- Hợp chúng quốc Hoa Kỳ: 1776 - nay.
- Cộng hòa Vermont: 1777 - 1791.
- Cộng hòa Lan Phương: 1777 - 1884.
- Đệ Nhất Cộng hòa Pháp: 1792 - 1804.
- Cộng hòa Helvetic: 1798 - 1802.
- Bang Muskogee: 1799 - 1803.

### Thế kỷ XIX
- Liên bang Thụy Sĩ: 1803 - 1815.
- Liên bang Rhein: 1806 - 1813.
- Cộng hòa Haiti: 1806 - 1849, khôi phục lại vào năm 1859.
- Lãnh địa Warsaw: 1807 - 1813.
- Thành phố tự do Danzig: 1807 - 1814.
- Tây Florida: 1810.
- Cộng hòa Paraguay: 1811 - nay.
- Thành phố tự do Krakow: 1815 - 1846.
- Cộng hòa Argentina: 1816 - nay.
- Cộng hòa Chile: 1818 - nay.
- Cộng hòa Colombia: 1819 - nay.
- Cộng hòa Liên bang Trung Mỹ: 1821 - 1841.
- Hợp chúng quốc México: 1824 - nay.
- Cộng hòa Peru: 1824 - nay.
- Nhà nước Đa dân tộc Bolivia: 1825 - nay.
- Cộng hòa Đông Uruguay: 1828 - nay.
- Cộng hòa Bolivariana Venezuela: 1830 - nay.
- Cộng hòa Ecuador: 1830 - nay.
- Cộng hòa Texas: 1848 - 1852.
- Cộng hòa California: 1846.
- Đệ Nhị Cộng hòa Pháp: 1848 - 1852.
- Menton và Roquebrun: 1848 - 1861.
- Cộng hòa Ezo: 27/1 - 27/6/1869.
- Đệ Tam Cộng hòa Pháp: 1871 - 1940.
- Cộng hòa độc lập Motril: 1873.
- Cộng hòa Tavolara: 1866 - 1899.
- Franceville: 1889.
- Cộng hòa Hawaii: 1894 - 1898.
- Cộng hòa Formosa: 1895.
- Đệ Nhất Cộng hòa Philippines: 1898 - 1901 và 1907.
- Cộng hòa Trung Mỹ: 1873 - 1874.
- Cộng hòa Acre: Lần 1: 1899 - 1900, Lần 2: 1900, Lần 3: 1903.
- Cộng hòa Yucatán: 1840 - 1848.
- Đệ Nhất Cộng hòa Tây Ban Nha: 1873 - 1874.

### Thế kỷ XXvà sau này
- Cộng hòa Panama: 1903 - nay.
- Đệ Nhị Cộng hòa Tây Ban Nha: 1931 - 1975.
- Việt Nam Dân chủ Cộng hòa: 1945 - 1976.
- Đệ Tứ Cộng hòa Pháp: 1946 - 1958.
- Cộng hòa Albania: 1946 - nay.
- Cộng hòa Ireland: 1949 - nay.
- Việt Nam Cộng hòa: 1955 - 1975.
- Đệ Ngũ Cộng hòa Pháp: 1958 - nay.
- Cộng hòa Dân chủ Nhân dân Algérie: 1962 - nay.
- Cộng hòa Singapore: 1965 - nay.
- Cộng hòa Zimbabwe: 1965 - nay.
- Cộng hòa Miền Nam Việt Nam: 1969 - 1976.
- Cộng hòa Hồi giáo Afghanistan: 1973 - nay.
- Cộng hòa Dân chủ Liên bang Nepal: 2008 - nay.

## Danh sách các quốc gia theo phân loại

### Dân Quốc
• Đài Loan
• Hàn Quốc

### Cộng hòa nhất thể
- Acre
- Afghanistan (theo thể chế cộng hòa từ năm 1973)
- Albania (từ 1946)
- Algérie
- Armenia (Lần 1: 28/05/1918, Lần 2: 25/12/1991 đến nay)
- Bangladesh
- Bénin
- Bolivia
- Botswana
- Bulgaria (từ năm 1946)
- Burkina Faso
- Burundi (từ năm 1966)
- Cameroon (là cộng hòa nhất thể 1960 - 1961 và từ 1972 đến nay, là cộng hòa liên bang từ 1961 - 1972)
- Cape Verde
- Cộng hòa Trung Phi (Năm 1958 - 1976, khôi phục lại từ năm 1979)
- Tchad
- Chile
- Trung Quốc
- Colombia (Là cộng hòa nhất thể từ năm 1886)
- Congo (Brazzaville)
- Congo (Kinshasa)
- Corse (1755 - 1769)
- Cospaia (1440 - 1826)
- Costa Rica
- Côte d'Ivoire
- Croatia
- Cuba
- Cộng hòa Síp
- Cộng hòa Czech
- Djibouti
- Dominica
- Cộng hòa Dominican (1801 - 1861, 1844 đến nay)
- Đông Timor
- Ai Cập (từ 1953)
- Ecuador
- El Salvador (1821 đến nay)
- Guinea xích đạo
- Eritrea
- Estonia (1918 đến nay)
- Ezo (1868 - 1869)
- Fiji (1987 đến nay)
- Formosa (1895)
- Franceville (1889)
- Pháp
- Gabon
- Gambia
- Gruzia
- Ghana
- Goust (từ 1648)
- Hy Lạp (lần 1: 1822 - 1832, lần 2: 1924 - 1935, lần 3: từ 1974)
- Guatemala
- Guinea
- Guinea-Bissau
- Guyana (từ 1970)
- Haiti (1806 - 1849, khôi phục lại năm 1859)
- Cộng hòa Hawaii (1894 - 1898)
- Honduras
- Hungary (từ 1946)
- Iceland (từ 1944)
- Indonesia (là cộng hòa nhất thể từ tháng 8/1950)
- Iran (từ 1979)
- Iraq (từ 1958)
- Ireland (từ 1949)
- Israel (tứ 1948)
- Cộng hòa xã hội chủ nghĩa Ý (1943 - 1945)
- Ý (từ 1946)
- Kazakhstan
- Kenya (từ 1964)
- Kiribati
- Kyrgyzstan
- Lào (từ 1975)
- Liban (từ 22/11/1943)
- Liberia
- Libya (từ 1969)
- Litva
- Cộng hòa Lokot (1941 - 1943)
- Macedonia (1991 đến nay)
- Madagascar
- Malawi (từ 1966)
- Maldives (từ 1968)
- Mali (từ 1960)
- Malta (từ 1974)
- Quần đảo Marshall
- Mauritanie
- Mauritius (từ 1992)
- Menton và Broquebrune
- Moldova
- Mông Cổ (từ 1924)
- Montenegro (từ 1944)
- Mozambique
- Muskogee (1799-1803)
- Namibia
- Nauru
- Nicaragua
- Niger
- Triều Tiên (từ 1948)
- Pakistan (since 1956)
- Palau
- Panama
- Paraguay
- Peru
- Philippines (Đệ nhất Cộng hòa Philippines (1898-1901), Thịnh vượng chung Philippines đến Đệ Ngũ Cộng hòa Philippines (1934 đến nay), Đệ nhị Cộng hòa Philippines (1943-1945))
- Ba Lan
- Bồ Đào Nha (từ 1910)
- Rhodesia (1970-1979)
- România (từ 1947)
- Rwanda (từ 1961)
- Samoa (từ 2007)
- San Marino (từ 301) với danh xưng "Cộng hòa đại bình yên"
- São Tomé và Príncipe
- Senegal
- Serbia (từ 1944)
- Seychelles
- Sierra Leone (từ 1971)
- Singapore (từ 1965)
- Cộng hòa Slovak (1939–1945)
- Slovakia
- Slovenia
- Somalia
- Nam Phi (từ 1961)
- Tây Ban Nha (Đệ nhất Cộng hòa Tây Ban Nha (1873–1874), Đệ nhị Cộng hòa Tây Ban Nha (1931-1939))
- Sri Lanka (từ 1972)
- Sudan
- Suriname
- Syria
- Đài Loan
- Tajikistan
- Tanzania
- Tavolara (1886-1899)
- Texas (1836-1845)
- Togo
- Trinidad và Tobago (từ 1976)
- Tunisia (từ 1957)
- Thổ Nhĩ Kỳ (từ 1923)
- Turkmenistan
- Uganda (từ 1963)
- Ukraina
- Uruguay (Cộng hòa phía đông)
- Uzbekistan
- Vanuatu
- Cộng hòa Vermont (1777 - 1791)
- Việt Nam
- Tây Florida (1810)
- Yemen
- Zambia
- Zimbabwe

### Cộng hòa Liên bang
- Argentina (từ 1852)
- Áo
- Brasil (từ 15/11/1889)
- Bosna và Hercegovina (từ 1995)
- Thịnh vượng chung Anh (1649 - 1653)
- Tiệp Khắc (1969 - 1992)
- Ethiopia (là cộng hòa nhất thể từ 1974 - 1994, là cộng hòa liên bang từ 1994 đến nay)
- Đức (từ 1918)
- Cộng hòa Colombia (1819 - 1886), được biết dưới tên Đại Colombia từ 1819 - 1831, bao gồm Ecuador, Venezuela, Panama ngày nay
- Ấn Độ (từ 26/01/1950)
- Liên bang Indonesia (1949 - 1950)
- México (từ 1917)
- Nepal (từ 28/12/2007)
- Nigeria (1963 - 1966: Đệ nhất Cộng hòa, 1979 - 1983: Đệ nhị Cộng hòa, 1993: Đệ tam Cộng hòa, 1999 đến nay: Đệ tứ Cộng hòa)
- Pakistan (Từ 23/03/1956), tuyên bố là Cộng hòa Hồi giáo
- Liên bang Nga (1917, cũng như Cộng hòa Xã hội Chủ nghĩa Xô viết Liên bang Nga)
- Liên bang Xô Viết (1922 - 1991)
- Liên bang Thụy Sĩ (từ 1848)
- Liên bang Myanmar
- Liên hiệp các tỉnh Trung Mỹ (1823 - 1840)
- Hợp chúng quốc Hoa Kỳ (từ 1789)
- Venezuela
- Liên bang Nam Tư (1945 - 2003)

### Cộng hòa Liên minh
- Liên minh miền Nam Hoa Kỳ (1861 - 1865)
- Serbia và Montenegro (2003 - 2006)
- Thụy Sĩ (khoảng 1291 - 1848, trừ thời kỳ của Cộng hòa Helvetic, 1798 - 1803)
- Hoa Kỳ (dưới Những Điều khoản Liên hiệp, 1776 - 1789)
- Liên bang Pakistan (1962 - 1970)

### Cộng hòa Ả Rập
- Ai Cập
- Syria
- Yemen

### Cộng hòa Hồi giáo
- Afghanistan
- Cộng hòa Hồi giáo Pakistan (từ 1973)
- Cộng hòa Hồi giáo Iran (từ sau Cách mạng Hồi giáo)
- Cộng hòa Hồi giáo Mauritania

### Cộng hòa dân chủ
- Cộng hòa Dân chủ Nhân dân Algérie (1962 đến nay)
- Cộng hòa Dân chủ Congo (1966 - 1971, 1997 đến nay)
- Cộng hòa Dân chủ Đông Timor (1975 đến nay)
- Cộng hòa Dân chủ Liên bang Ethiopia (1991 đến nay)
- Cộng hòa Dân chủ Đức (1949 - 1990)
- Cộng hòa Dân chủ Nhân dân Lào (1975 đến nay)
- Cộng hòa Dân chủ Nhân dân Triều Tiên (1948 đến nay)
- Cộng hòa Dân chủ São Tomé và Príncipe (1975 đến nay)
- Cộng hòa Dân chủ Xã hội Chủ nghĩa Sri Lanka (1978 đến nay)

### Cộng hòa xã hội chủ nghĩa
- Albania (1976 - 1990)
- Libya
- Sri Lanka
- Việt Nam
- România (1965 - 1989)
- Ấn Độ
- Liên bang Cộng hòa Xã hội Chủ nghĩa Nam Tư (1945 - 1992)
- Liên bang Cộng hòa Xã hội Chủ nghĩa Xô viết (1922 - 1991)

### Cộng hòa Nhân dân
- Cộng hòa Dân chủ Nhân dân Algérie
- Bangladesh
- Cộng hòa Nhân dân Trung Hoa
- Lào
- Libya
- Triều Tiên

### Cựu Cộng hòa Nhân dân
- Hungary (1949–1989)
- Mông Cổ (1924–1992)
- Albania (1946–1976)
- Bulgaria (1946–1990)
- România (1947–1965)
- Ba Lan (1952–1989)
- Nam Yemen (1967–1970)
- Bénin (1975–1990)
- Congo (1970–1992)
- Mozambique (1975–1990)
- Angola (1975–1992)
- Ethiopia (1987–1991)